# Ophthalmitis abundantior
Ophthalmitis abundantior är en fjärilsart som beskrevs av Eugen Wehrli 1943. Ophthalmitis abundantior ingår i släktet Ophthalmitis och familjen mätare. Inga underarter finns listade i Catalogue of Life.